# سنگ ماه
| سنگ ماه   | سنگ ماه |
| --------- | --- |
| سنگ ماه.  | |
| کلیات     | |
| رده       | فلدسپات ارتوکلاز                                                                                                   |
| فرمول     | KAlSi۳O۸ |
| ویژگی‌ها   | |
| رنگ       | می‌تواند رنگ‌های گوناگونی داشته‌باشد از جمله خاکستری، سفید، صورتی، سبز و قهوه‌ای ولی باارزش‌ترین آن به رنگ آبی سیر است. |
| ساختار    | تک‌شیب |
| چگالی     | ۲٫۵۵–۲٫۵۸ |
| ضریب شکست | ۱٫۵۲–۱٫۵۳ تا ۱٫۵۳–۱٫۵۴                                                                                             |

سَنگِ ماه یا حَجَرُالقَمَر گونه‌ای سنگ تزئینی با ترکیب شیمیایی، سیلیکات آلومینیوم، پتاسیم و سدیم
(Na,K)AlSi3O8 است.

## باورهای پیشینیان
این سنگ در متن‌های عربی و اسلامی با نام‌های زبدالقمر، رغوة القمر، بصاق القمر، بزاق القمر، افروسالنیتوس، مها، مهو، سالنیطس، و افروسلونن نیز نامیده شده.
در باورهای خرافی پیشینیان سنگ ماه سنگی است که نقره را جذب می‌کند و با افزایش نور ماه، گردآلودگی آن سپیدرنگ می‌شود. برای درمان صرع، جنون و خفقان مفید است.
آویزان نگه داشتن آن در پارچه کبود باعث پذیرش جاه و زدودن ترس می‌شود و آویختن آن بر نخل، نگهدارنده میوه آن است.
صاحب اختیارات بدیعی می‌گوید: بزاق القمر و زبدالبحر خوانند و افروسالین (در نسخه دیگر افروسالیین) خوانند یعنی زبدالقمر و به یونانی سالنیطس (در نسخه دیگر سالیطنس) خوانند و افروسالین از بهر آن خوانند که بشب در افزونی ماه یابند در بلاد عرب، و آن سنگ سپید و شفاف و سبک بود و اگر از درختی درآویزند که بار نمی‌دهد بارآور گردد، و اگر بسایند و به مصروع دهند شفا یابد و زنان بعوض تعویذ با خود نگاه دارند.
و در تنسخ‌نامه آمده: بر او نقطه‌ای هست که بوقت افزونی ماه میفزاید و در کاهش می‌کاهد.